# Sviatoslav IV de Vladimir
Sviatoslav IV Vladimirski dit Gabriel Grand duc de Vladimir de 1246 à 1248
Fils de Vsevolod III Vladimirski et de Marie d'Ossétie né le 27 mars 1196 à Vladimir.
Prince de Pereiaslav en 1228. En 1238 il participe à la Bataille de la Sita où périt son frère Iouri II Vladimirski et sa famille. Vers 1240 il devient prince de Souzdal. En 1246 il devient enfin grand duc de Vladimir mais il est déposé deux ans après par son neveu Michel II Vladimirski surnommé pour cela le Voleur ou l'Audacieux.
Sviatoslav IV Grabriel meurt à Ioureff le 3 février 1252.